# 示野薬局
株式会社示野薬局（しめのやっきょく）は、かつて石川県金沢市を本社に置き、「シメノドラッグ」、「マツモトキヨシ」の屋号でチェーン展開していたドラッグストアである。

## 概要
元々は独立で展開していたが、2010年4月に株式交換により株式会社ファルコSDホールディングス（現・ファルコホールディングス）の完全子会社となった。その後、2013年12月に株式譲渡により、株式会社マツモトキヨシホールディングスの傘下に移行した。
同社は株式会社マツモトキヨシをはじめとする多くの企業を傘下に持っており、当社の営業エリアである北陸地方（石川県・富山県・岐阜県飛騨地域）に関しては、「マツモトキヨシ」が石川県・岐阜県に、同じグループ会社の杉浦薬品（2016年10月にマツモトキヨシへ吸収合併され解散）が展開している「ヘルスバンク」が岐阜県にそれぞれ展開しているが、富山県に関しては株式会社ドラッグフジイ（現・ウエルシア薬局株式会社）が2009年7月にグループを離脱して以来、グループ会社を含めて未展開となっていたため、当社が同社グループに合流したことで、富山県に約4年5ヶ月ぶりにマツモトキヨシグループ店舗が誕生するとともに、石川県・岐阜県においてもグループ内での店舗網が強化されることとなった。
2014年からは既存の一部店舗の屋号を「マツモトキヨシ」に変更しているほか、同年10月からはポイントカードのシステムが変更し、これまで独自に発行していたリライト方式の「鳥カード」からグループ共通の「マツモトキヨシ現金ポイントカード」に変更した。「鳥カード」に保有していたポイントは「マツモトキヨシ現金ポイントカード」への切替移行時にすべて移行される。
2020年4月1日、マツモトキヨシ甲信越販売に吸収合併され解散した。従業員は同社に移籍する。当面は店舗の名称は変えないという。